# Покровская церковь (Падерино)
Покровская церковь — православный храм в селе Падерино Кикнурского района Кировской области. Объект культурного наследия России, памятник архитектуры.

## История
Приход открыт по указу Святейшего синода № 270 от 30 января 1860 года. Приход был образован из деревень Русские Краи, Улеш и Шаранги. Закладка Покровской церкви состоялась в 1861 году. Договор на выполнение каменных работ был заключён с подрядчиком А. И. Смирновым. До 22 декабря 1863 года богослужения совершались в часовне. 22 декабря 1863 года освящена новопостроенная каменная церковь, холодная, в честь Покрова Пресвятой Богородицы. В 1887 году трапезную и колокольню перестроили. Технический надзор за реконструкцией осуществлял инженер-архитектор Александр Андреев. Богослужения в храме шли до 1940 года, потом церковь закрыли и стали использовать под склад зерна. Через 4 года в военный 1944 год по ходатайству верующих Покровскую церковь открыли вновь.

## Архитектура

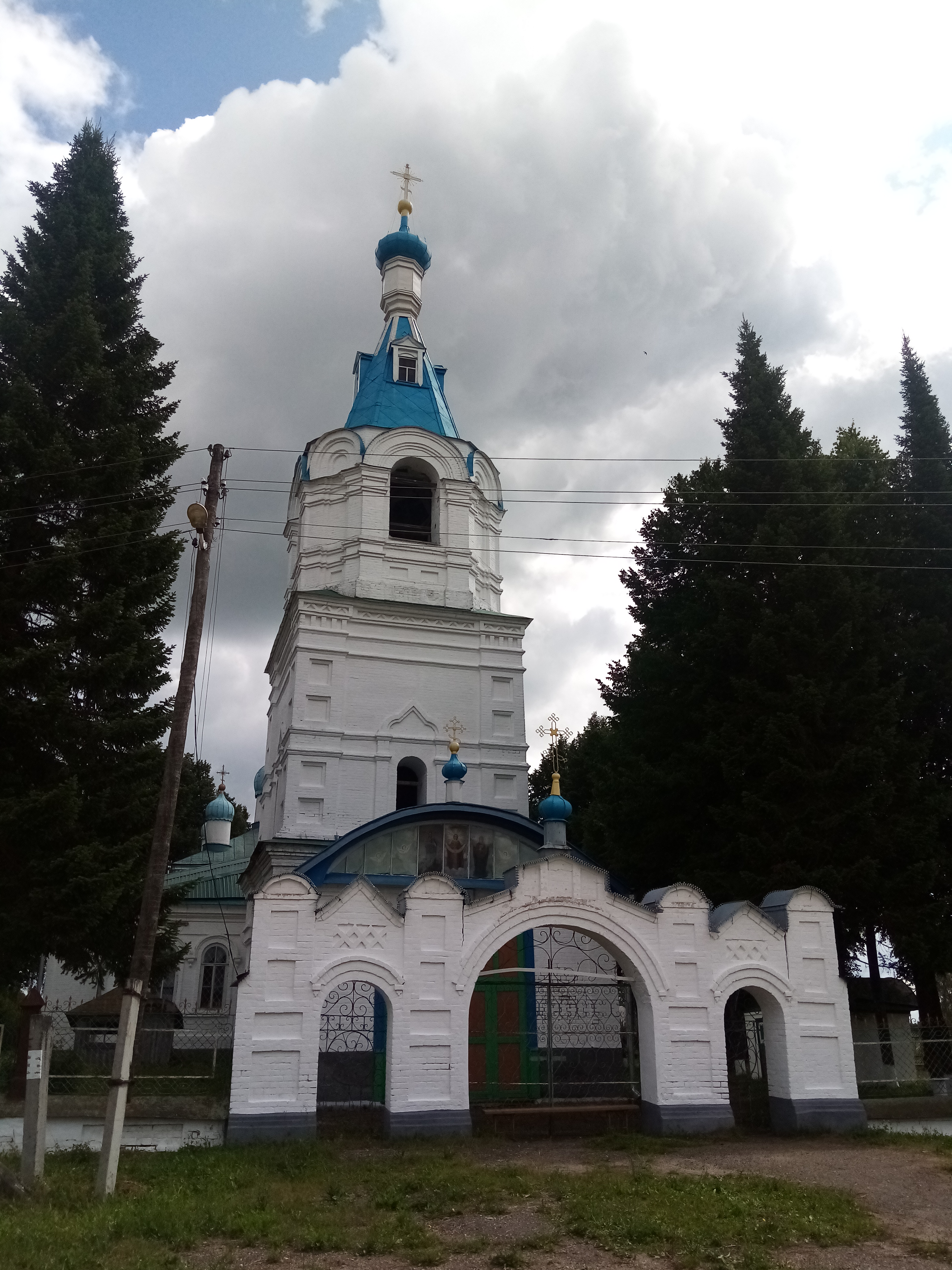
Колокольня

Церковь расположена на ровной открытой площади при въезде в село. Пятиглавый храм с шатровой колокольней обнесён кирпичной оградой с воротами и боковой калиткой. Образное композиционное решение церкви можно назвать упрощённым вариантом русского стиля. Имеет три престола: в холодной — во имя Покрова Пресвятой Богородицы, в тёплой — правый в честь Знамения Божией Матери, левый в честь Святого Иоанна Крестителя.
Двусветный бесстолпный четверик основного храма, завершённый декоративным пятиглавием, имеет гранёную, обстроенную по краям апсиду. Почти квадратная, со срезанными углами, четырёхстолпная трапезная является центральным, доминирующим звеном планировочной композиции. С запада к ней примыкает небольшой промежуточный притвор, обжатый с двух сторон палатками. Колокольня, имеющая позднюю крытую паперть, соединена с трапезной переходом.
С характерным для своего времени подражанием зодчеству XVII века выполнена объёмная композиция колокольни — наиболее выразительной части памятника. Восьмерик звона, посаженный на двухъярусный столп основания, завершён шатром со слухами-люкарнами и главой с крестом.

## Декор
Суховатый декор храма отличают геометризм и схематичность форм. По вертикали фасады членятся ступенчатыми пилястрами. Карниз четверика, включающий сухарики, подчёркивается широким фризом, оформленным ширинками. Прямоугольные ниши расположены на фасадах апсиды. Стены колокольни оживлены более рельефным декором: килевидными сандриками окон, рядами ширинок на угловых лопатках, бегунцом, профилированными арками яруса звона.

## Духовенство

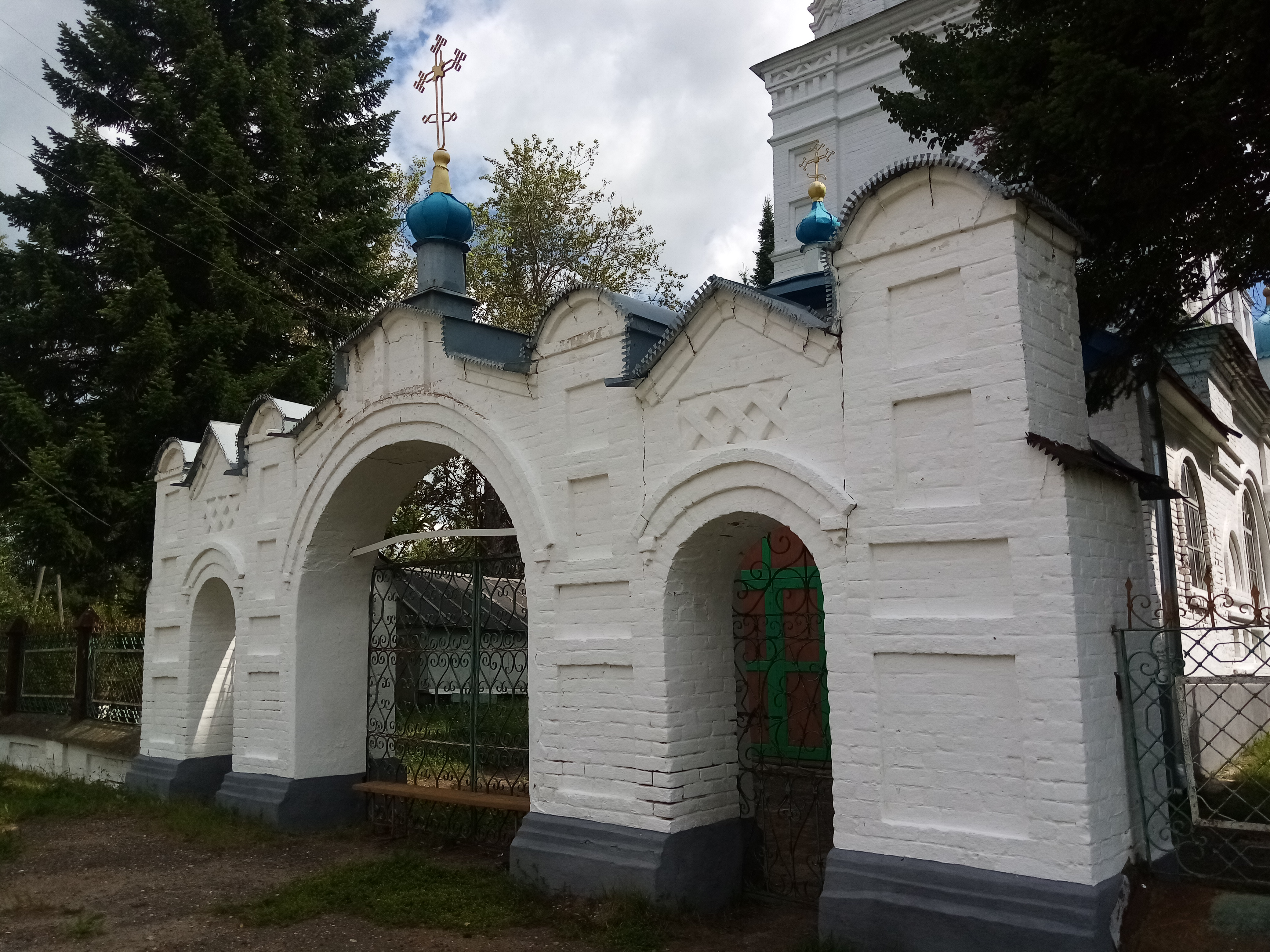
Ворота

Священник Александр Павлович Ермолин был переведён в церковь на должность настоятеля 2 июня 1913 года из села Соломино Яранского уезда. В течение 25 лет духовным наставником прихожан был Дмитрий Григорьевич Зверев (игумен Григорий).
Нынешний настоятель храма — иерей Алексий Хлебников. Службы проходят раз в неделю по воскресеньям.

## Внутренняя роспись
В 1866 году интерьеры были расписаны яранским художником Н. М. Соломиным на тему сюжетов Нового Завета. Масляная живопись сохранилась до нашего времени.

## Галерея

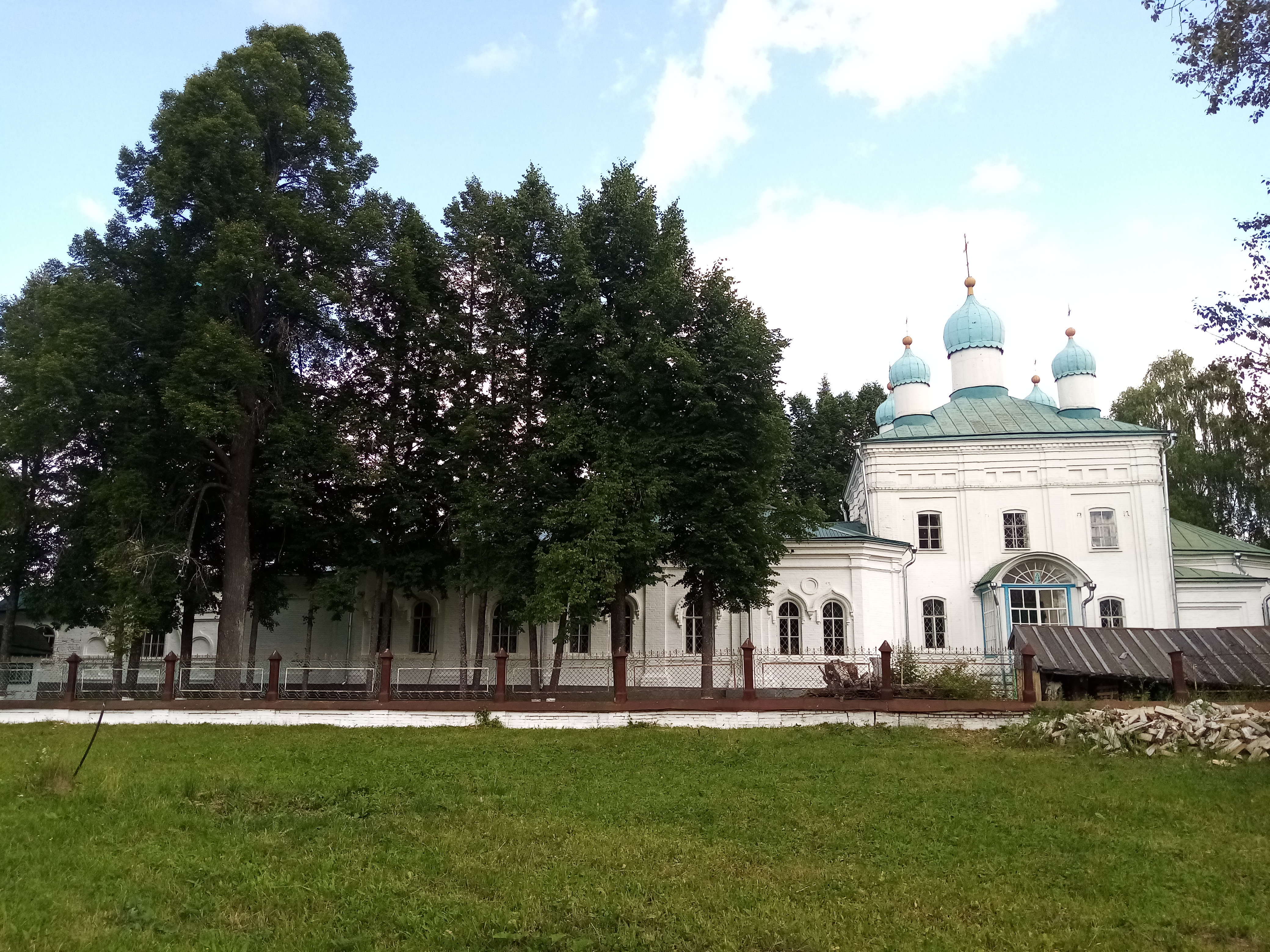
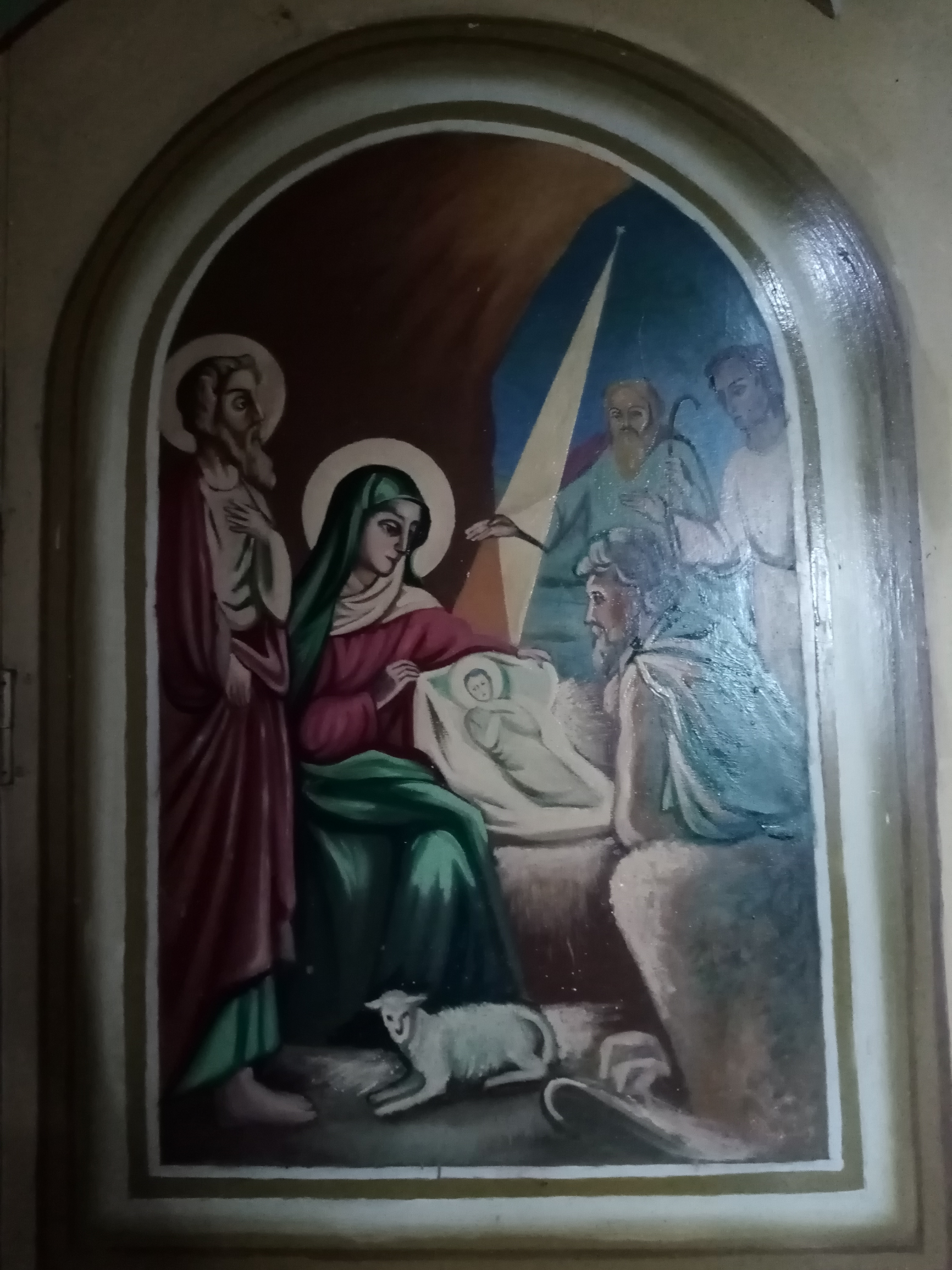
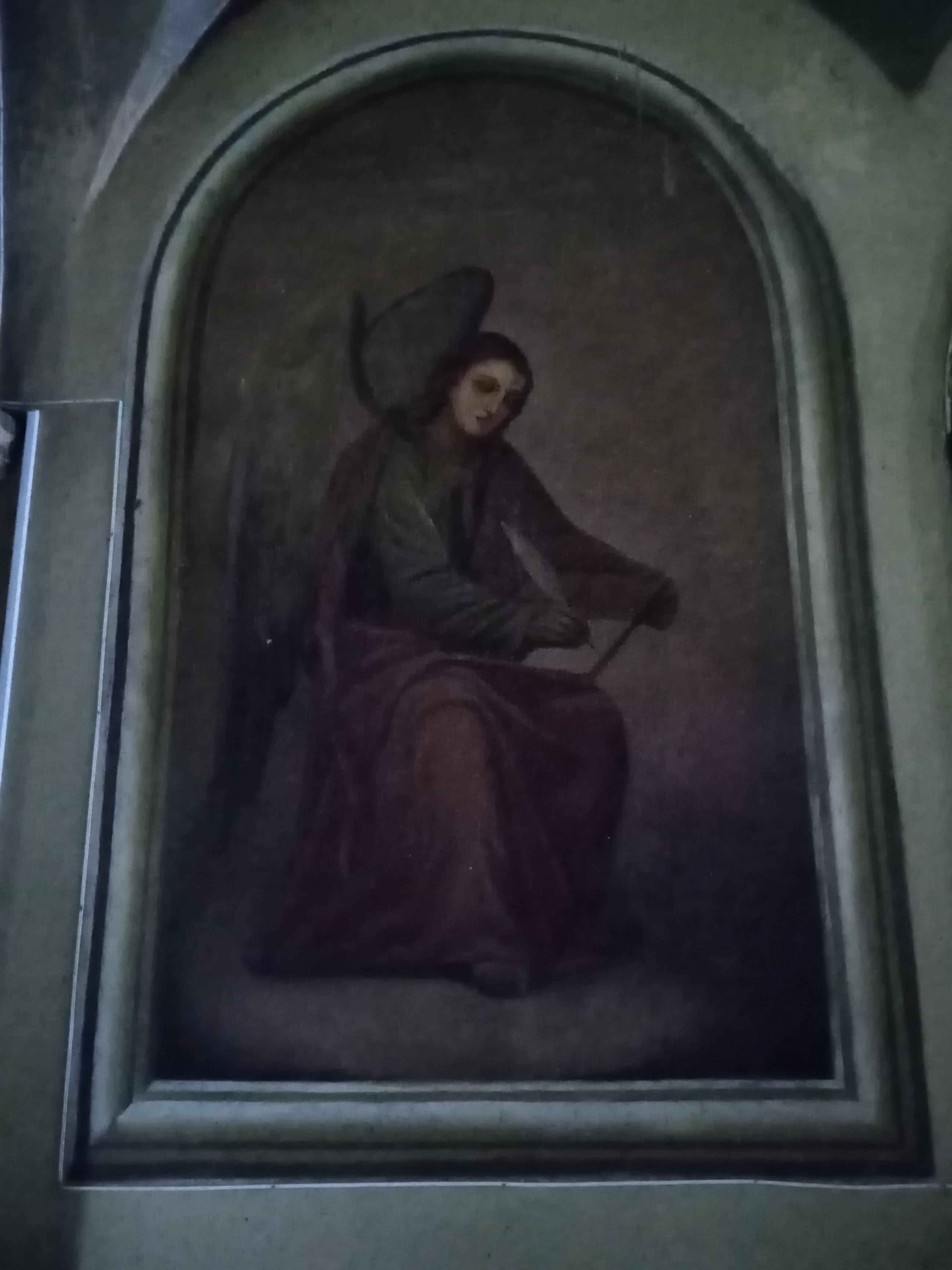
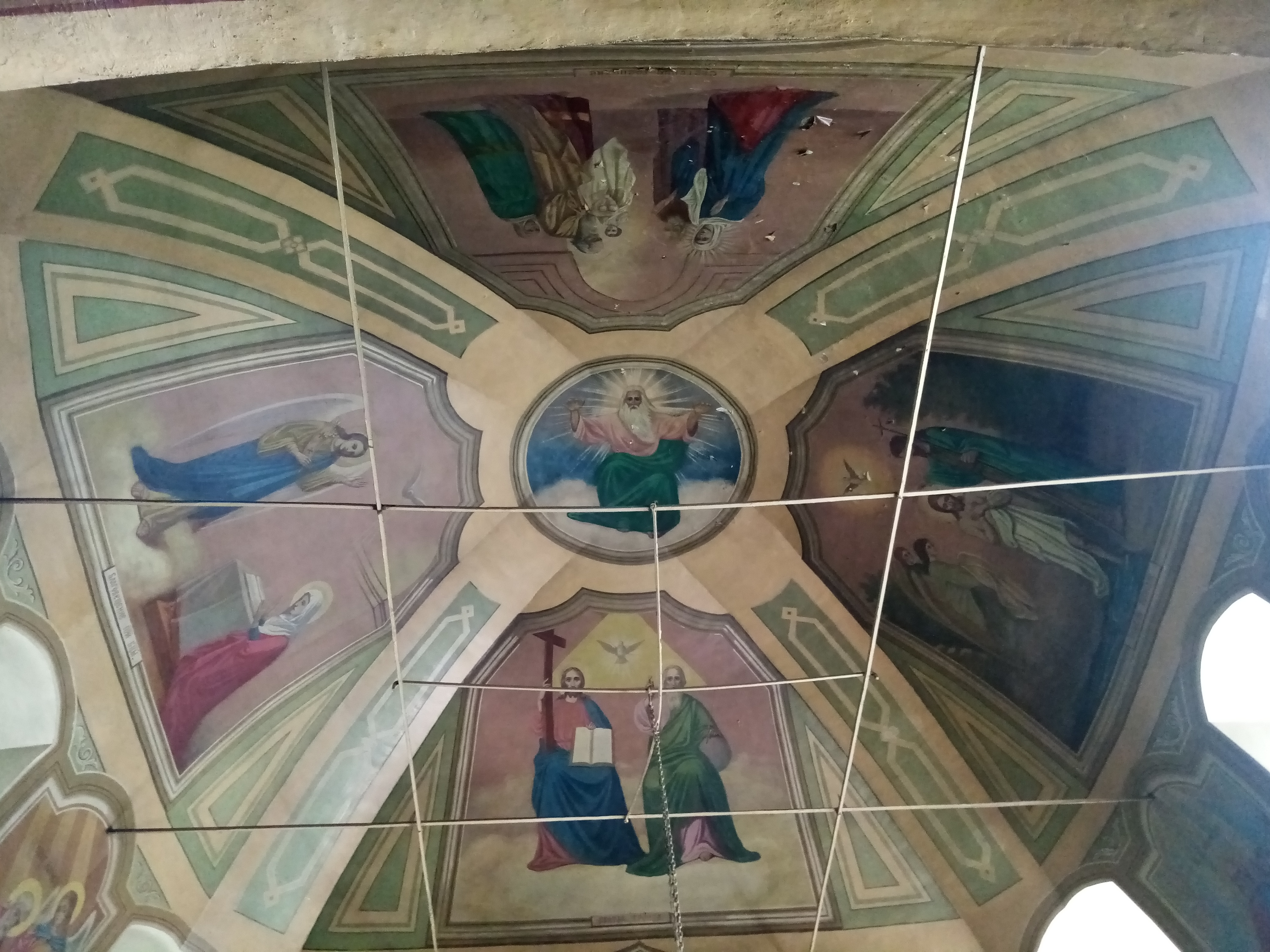
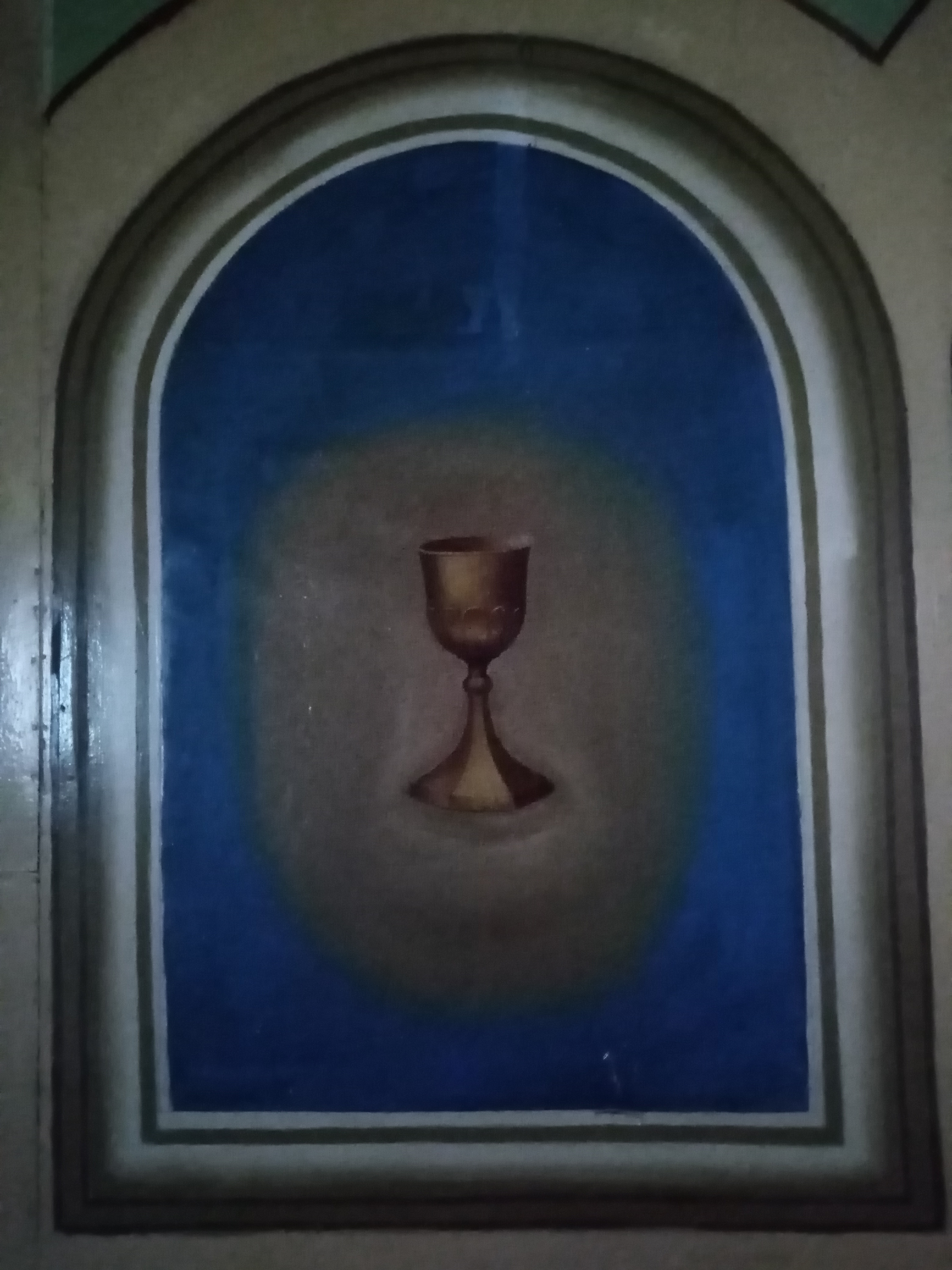
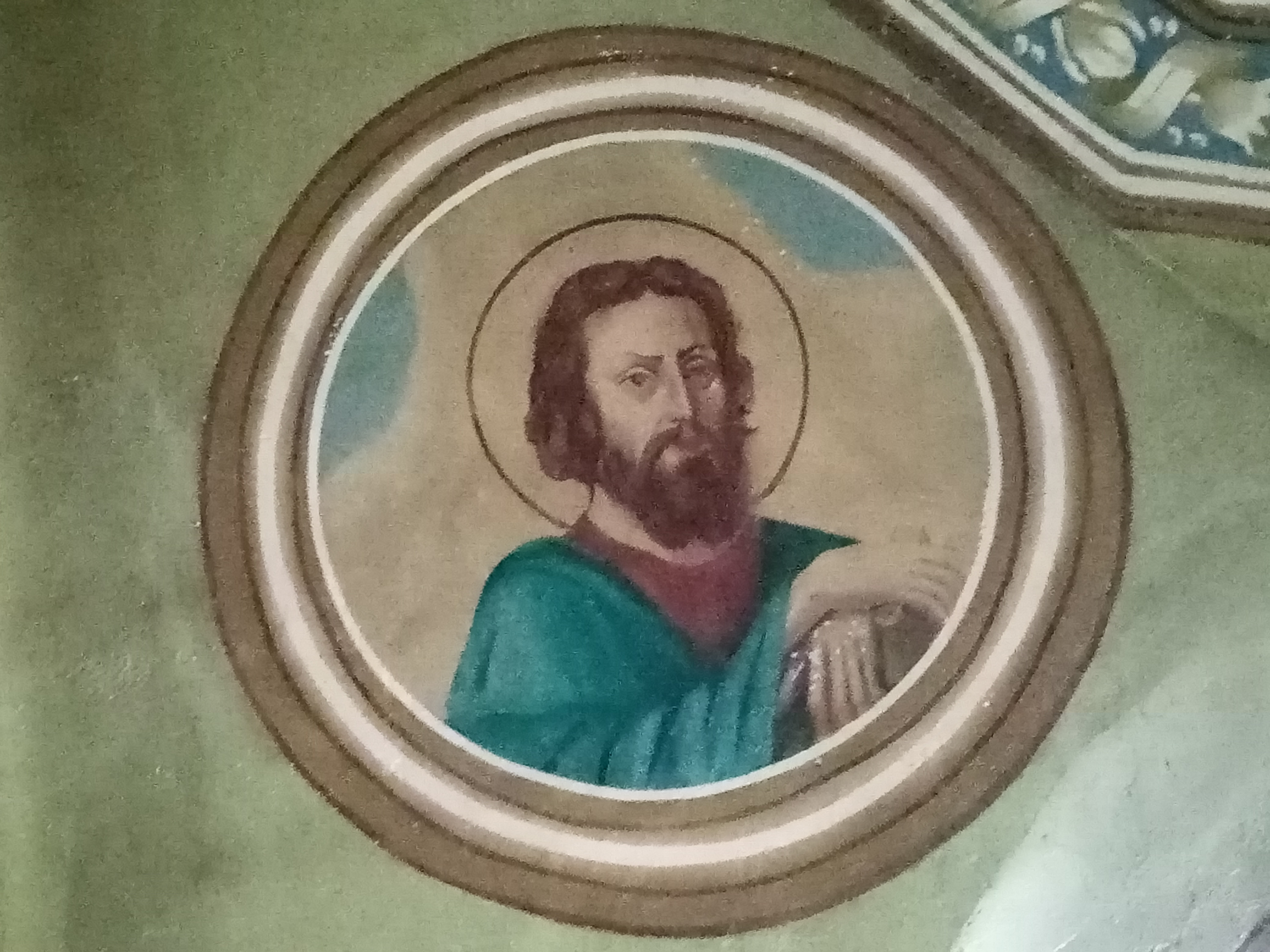
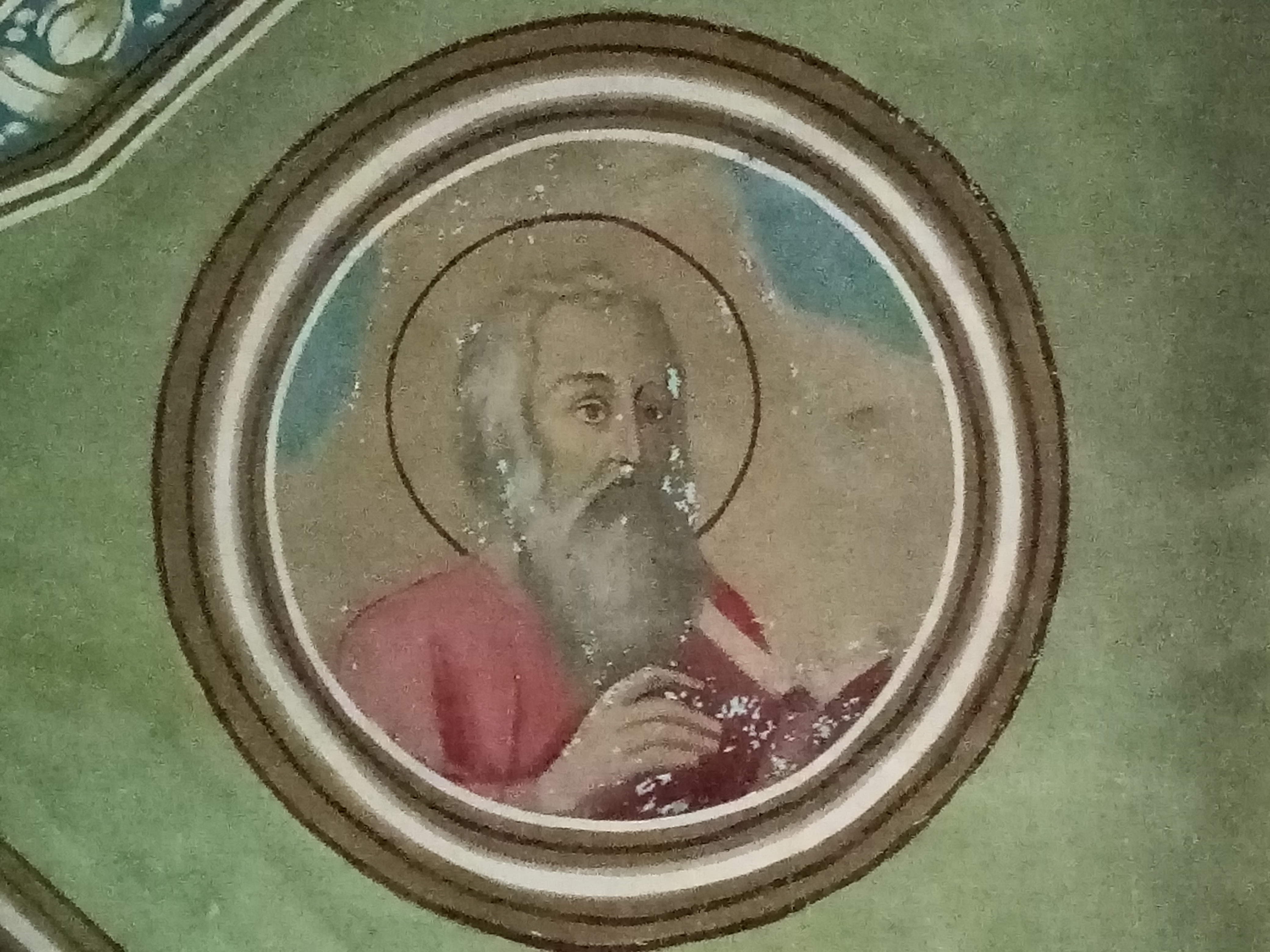
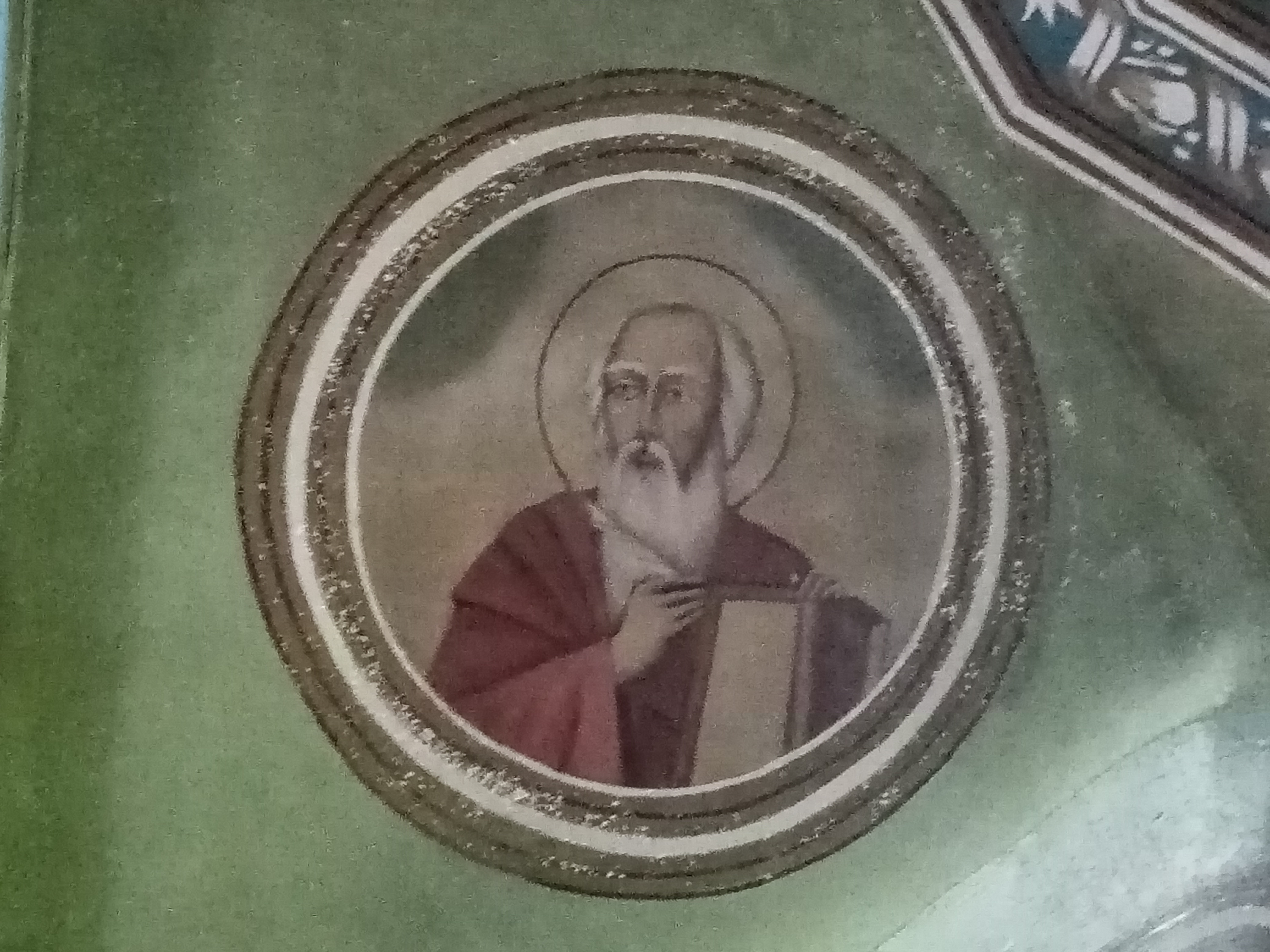
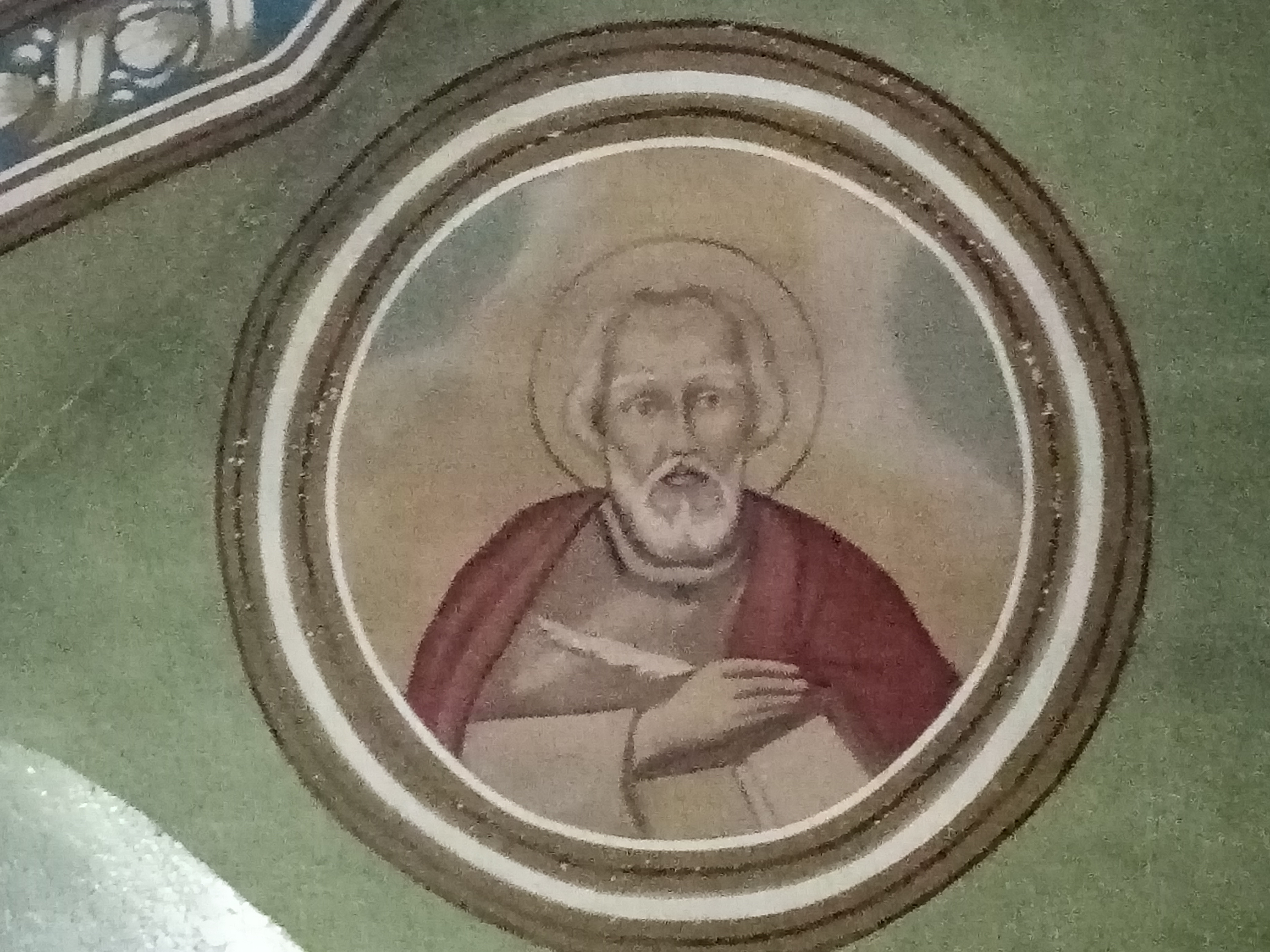
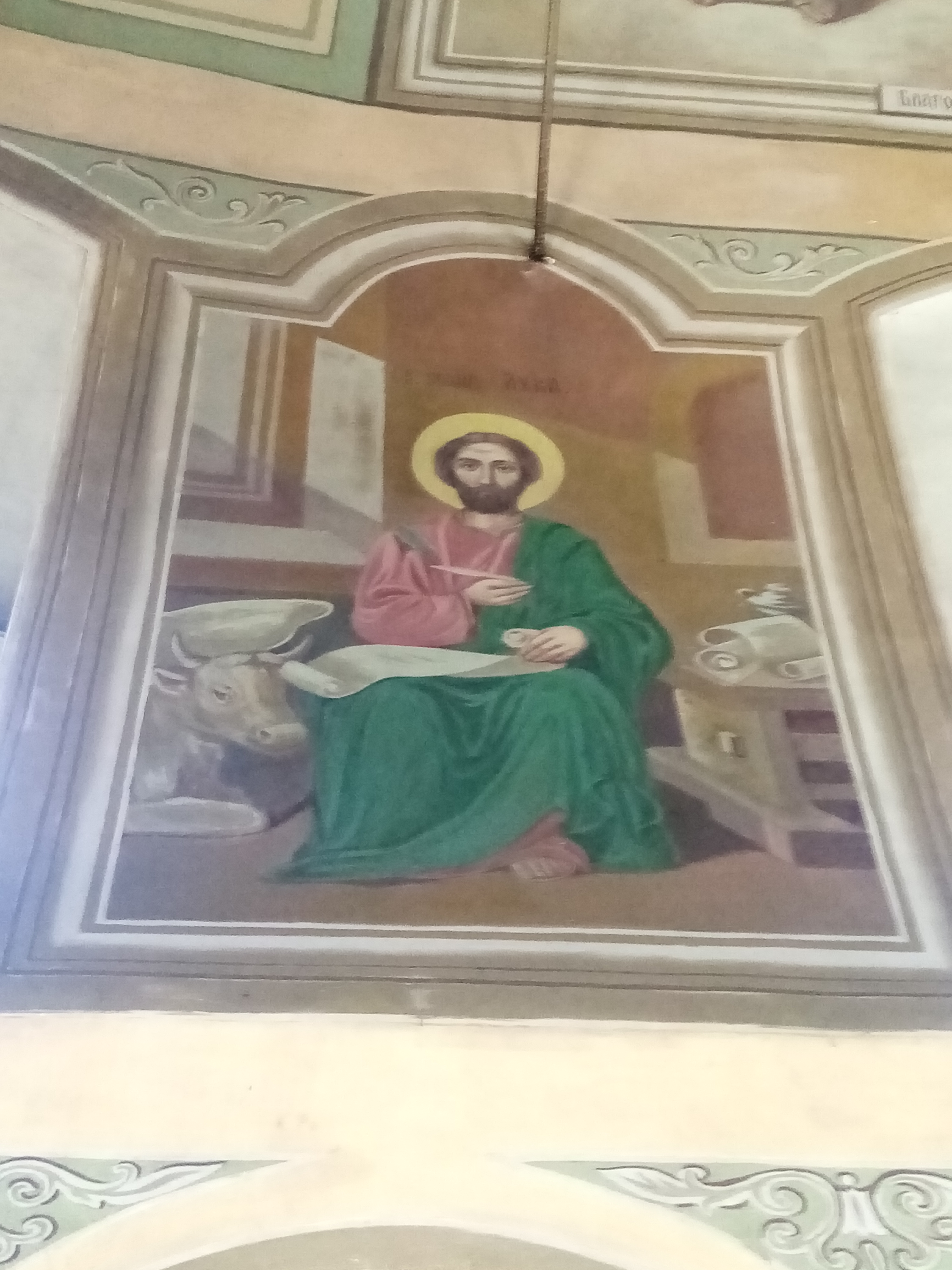
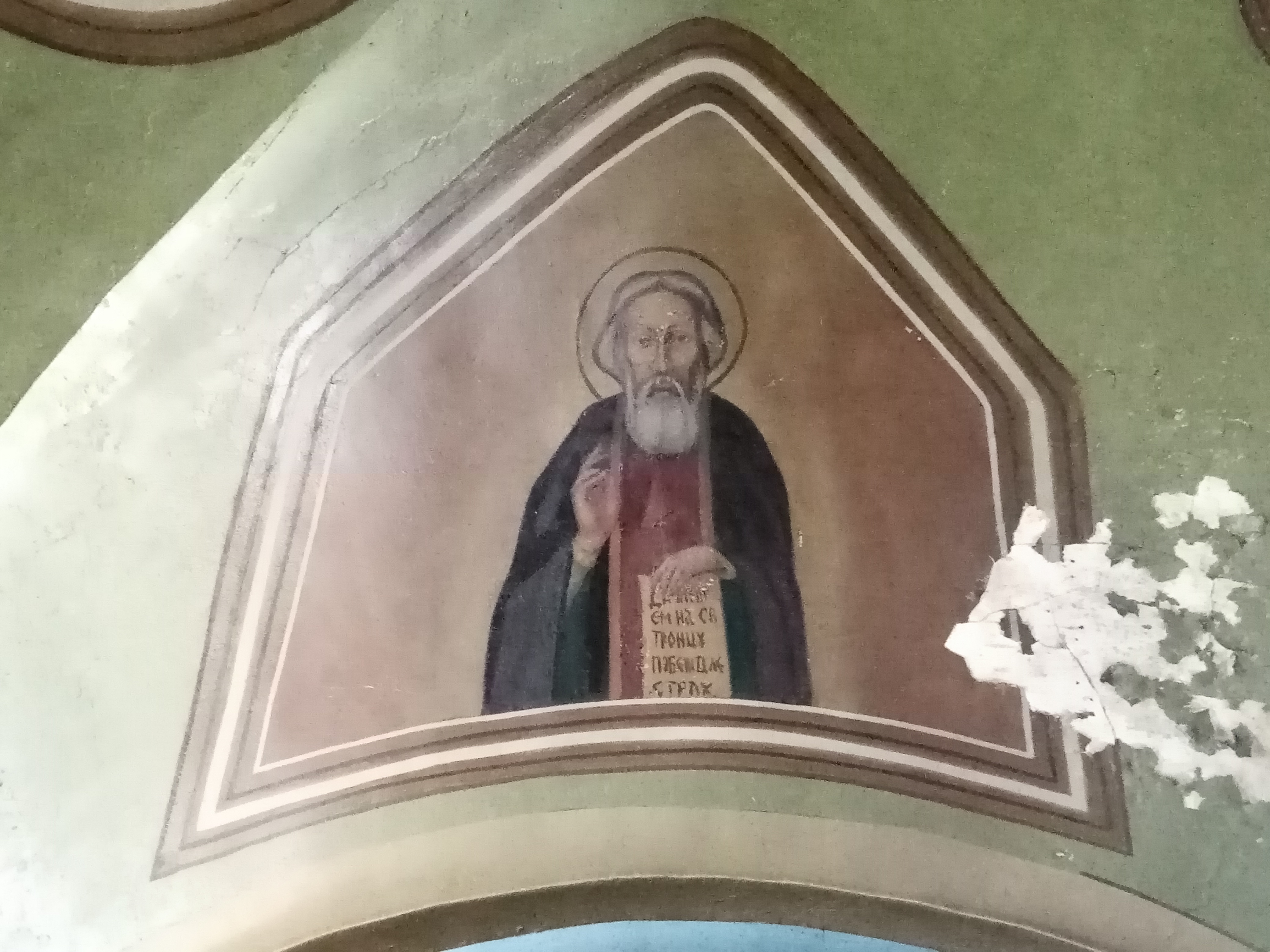
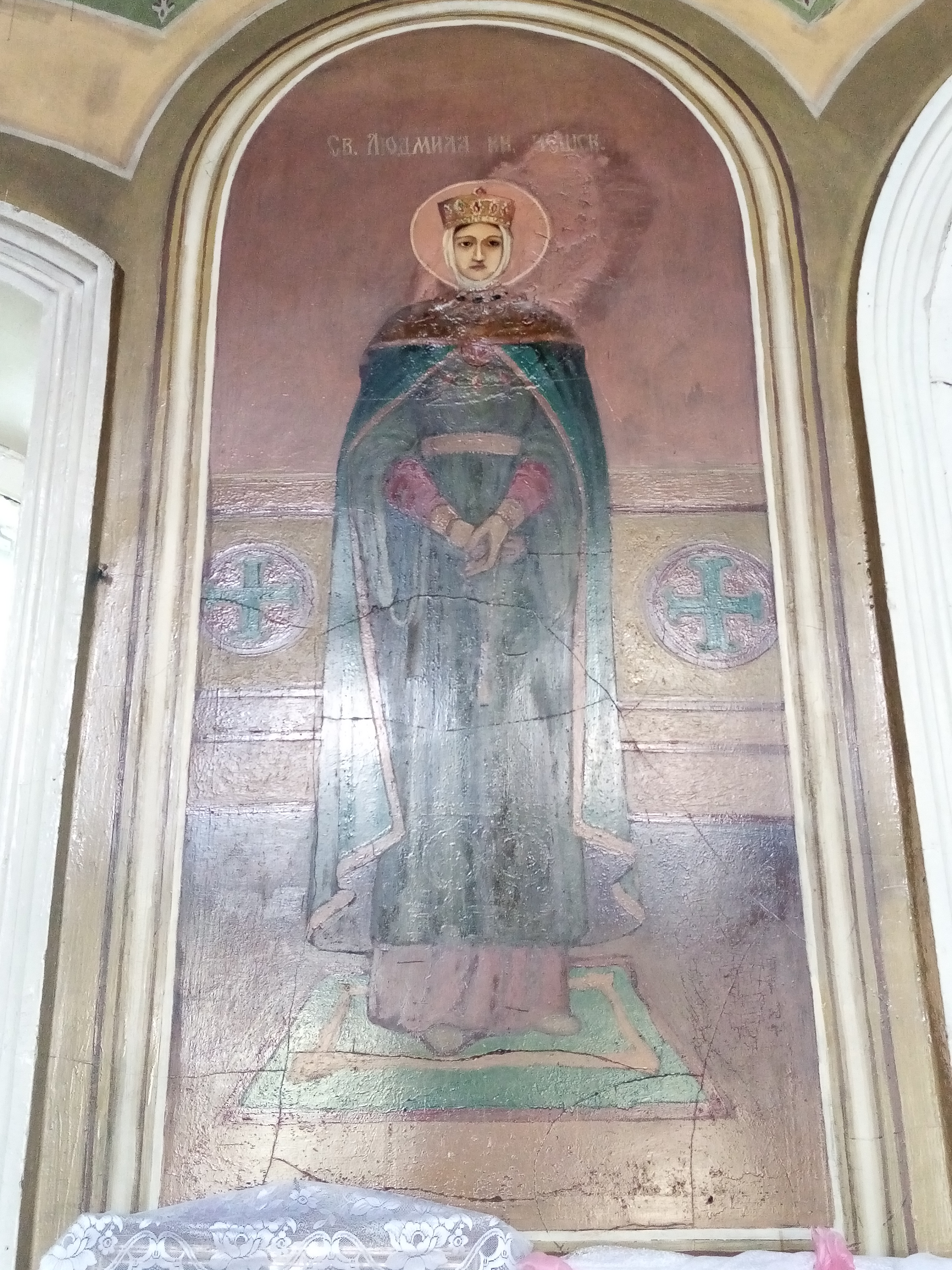
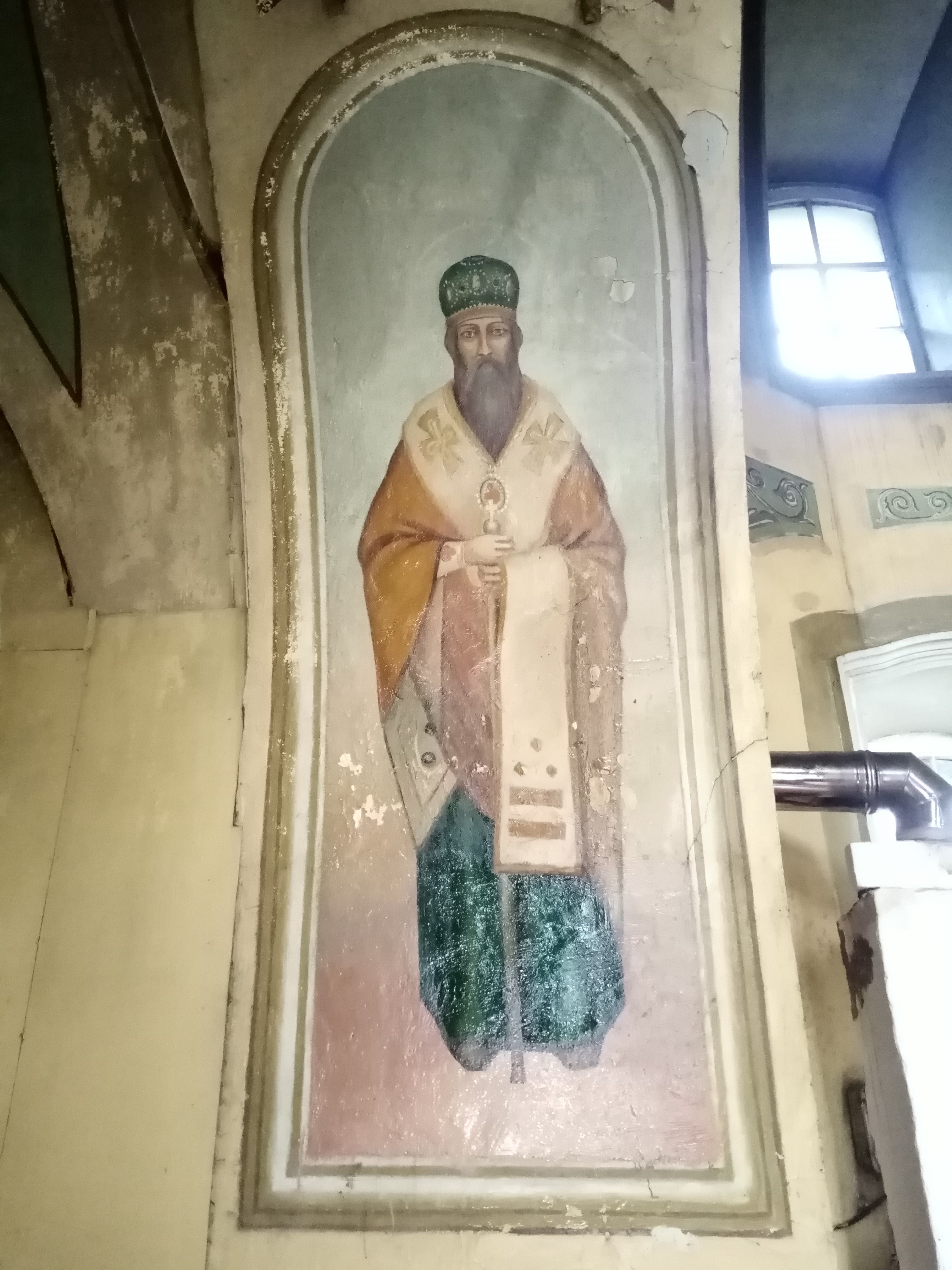
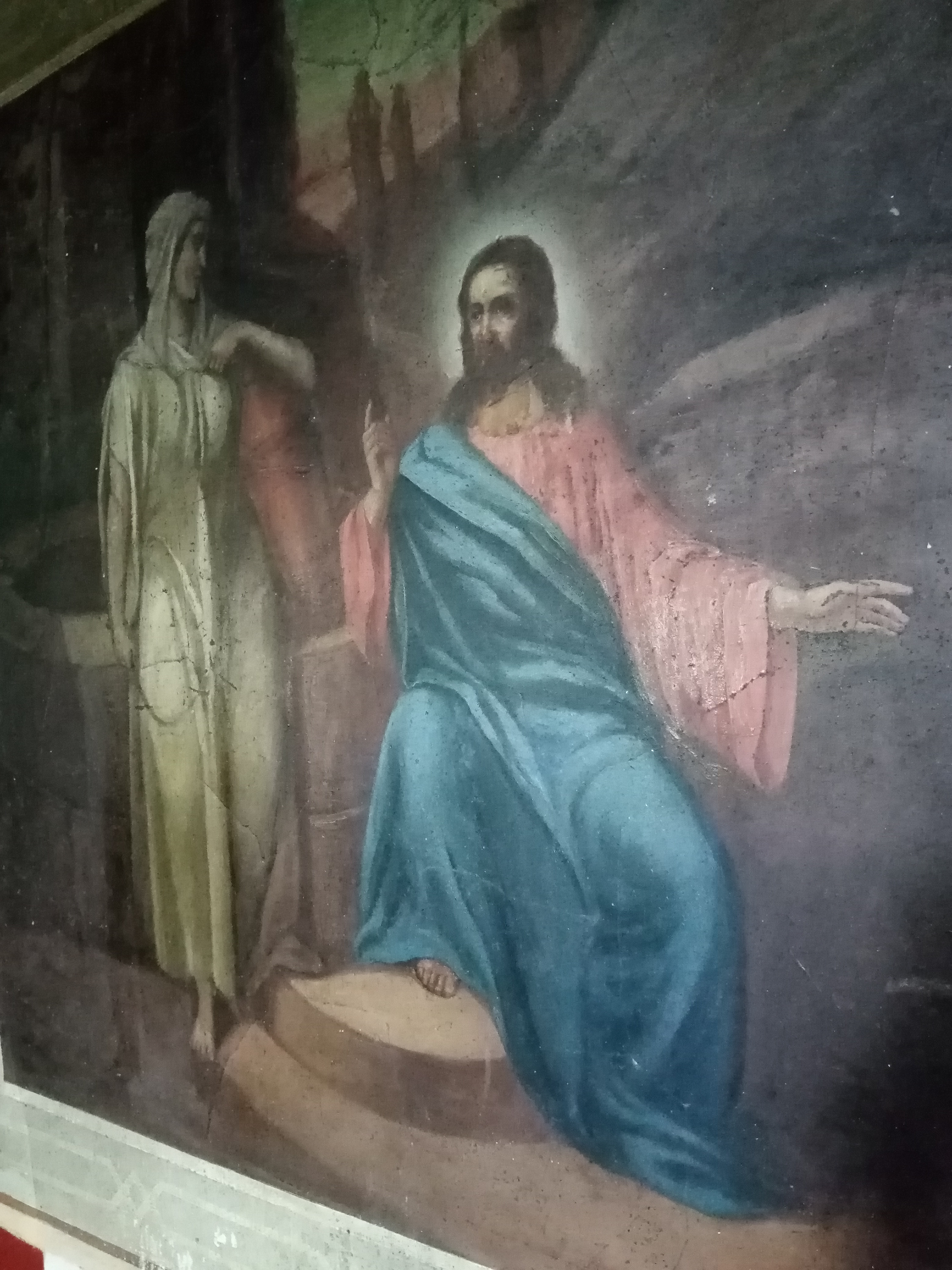
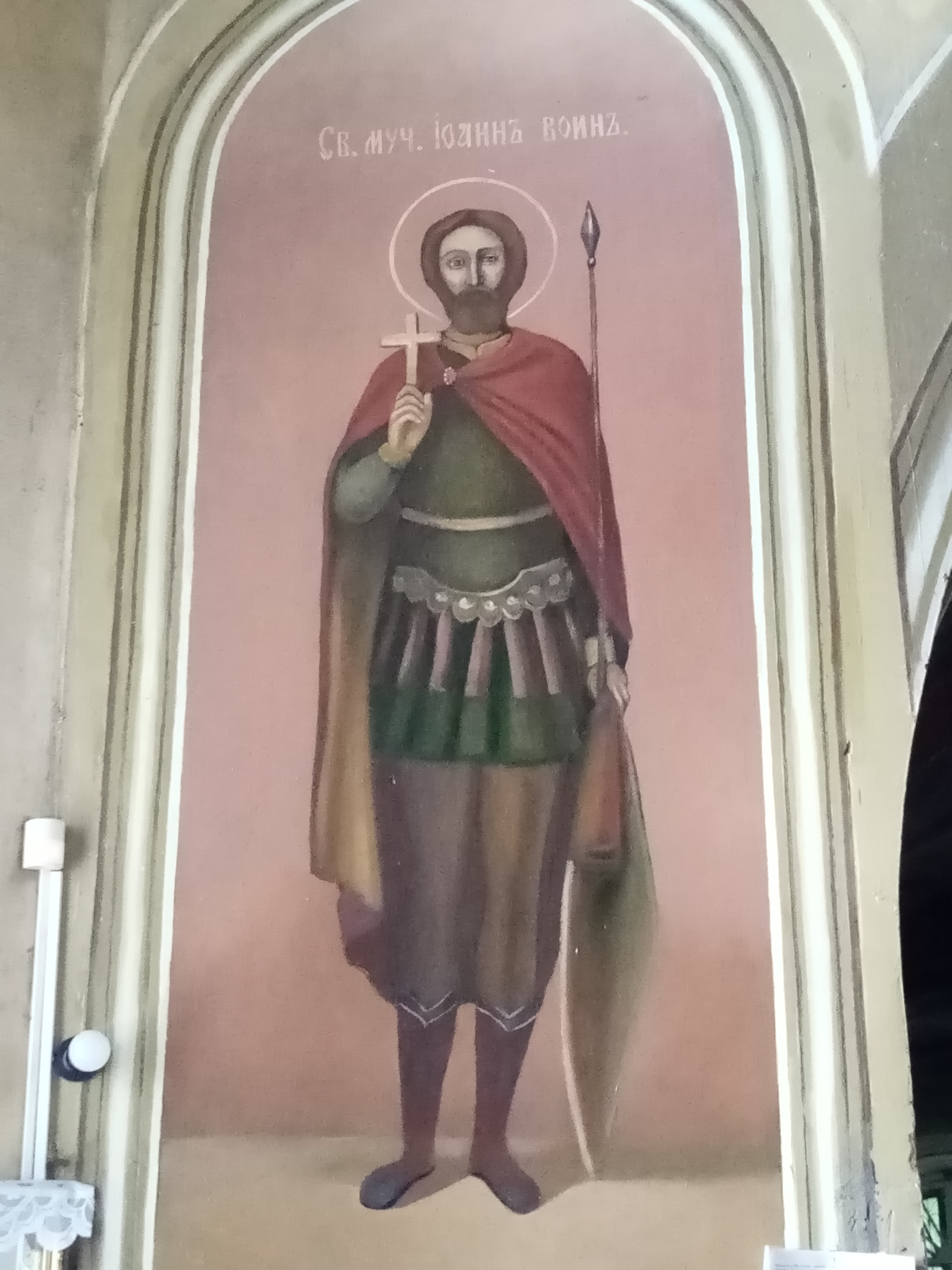
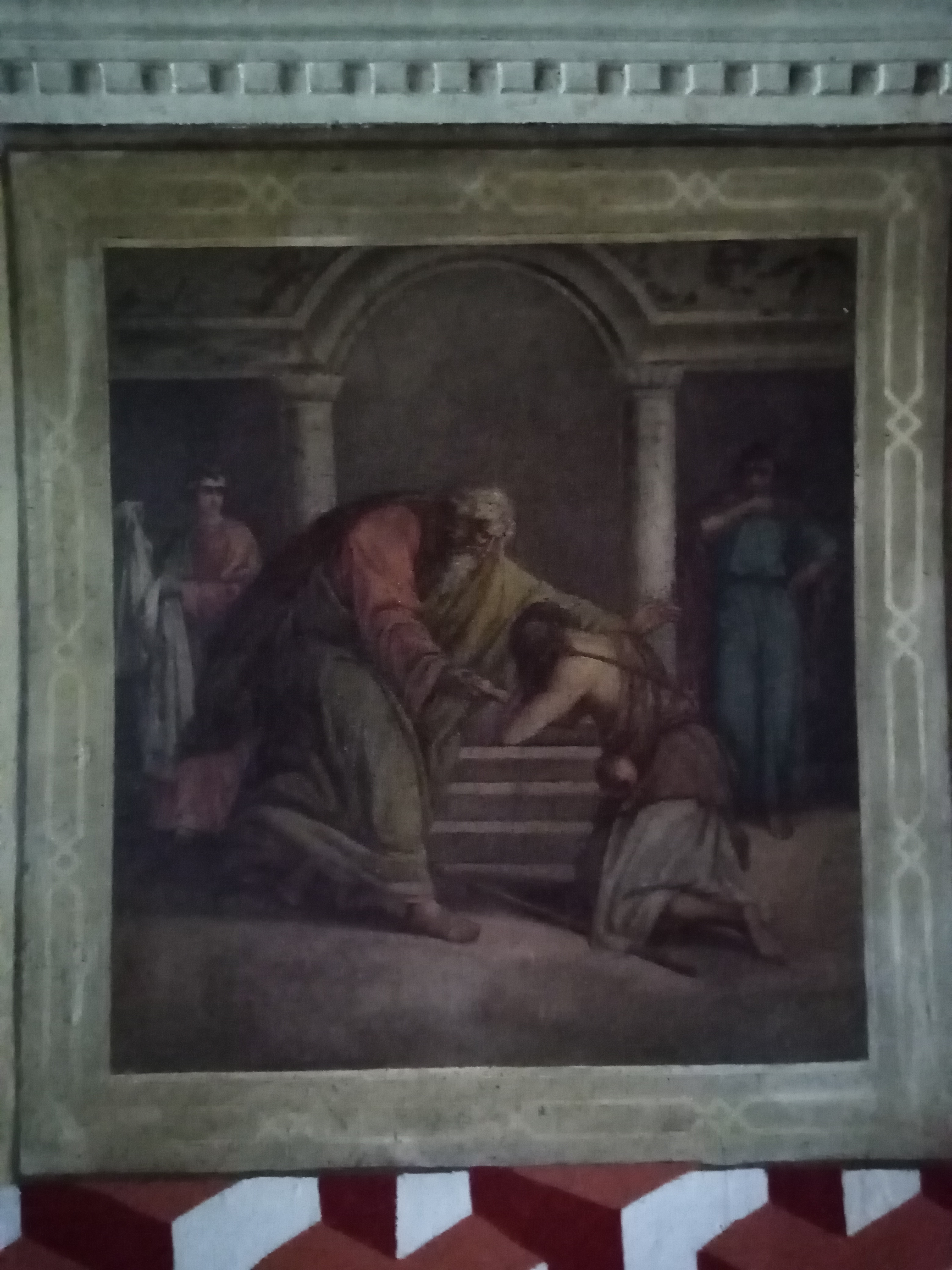
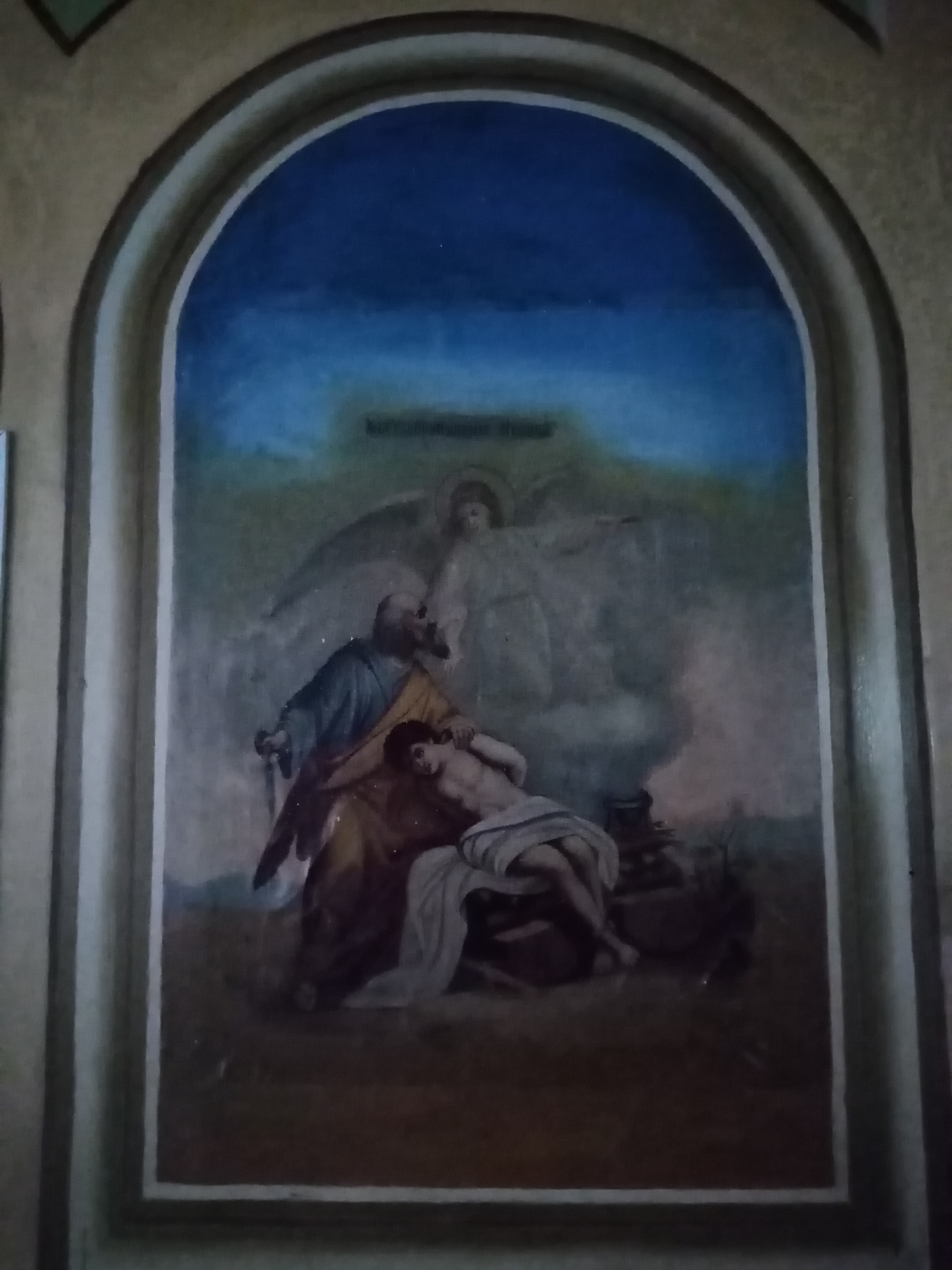
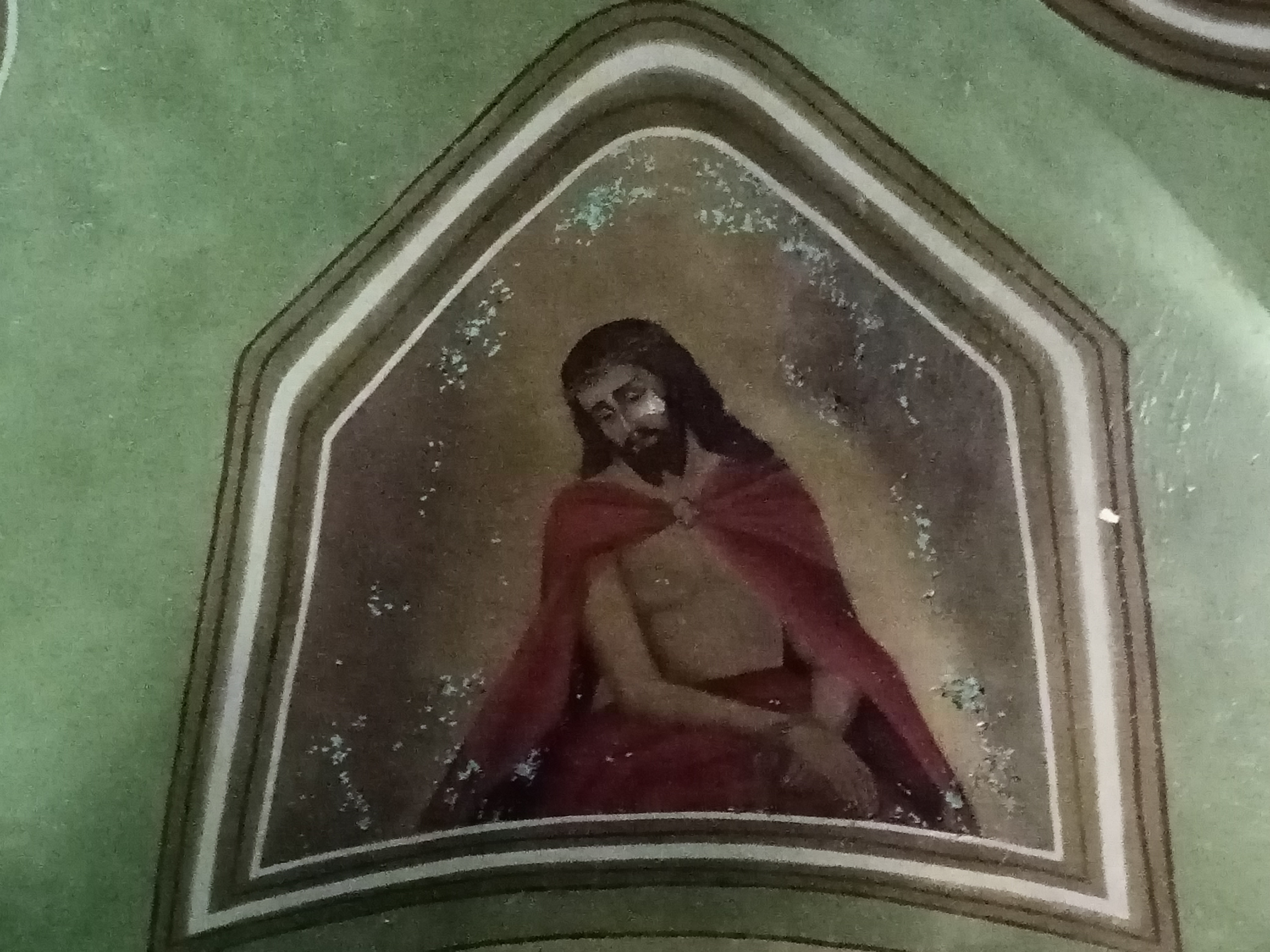
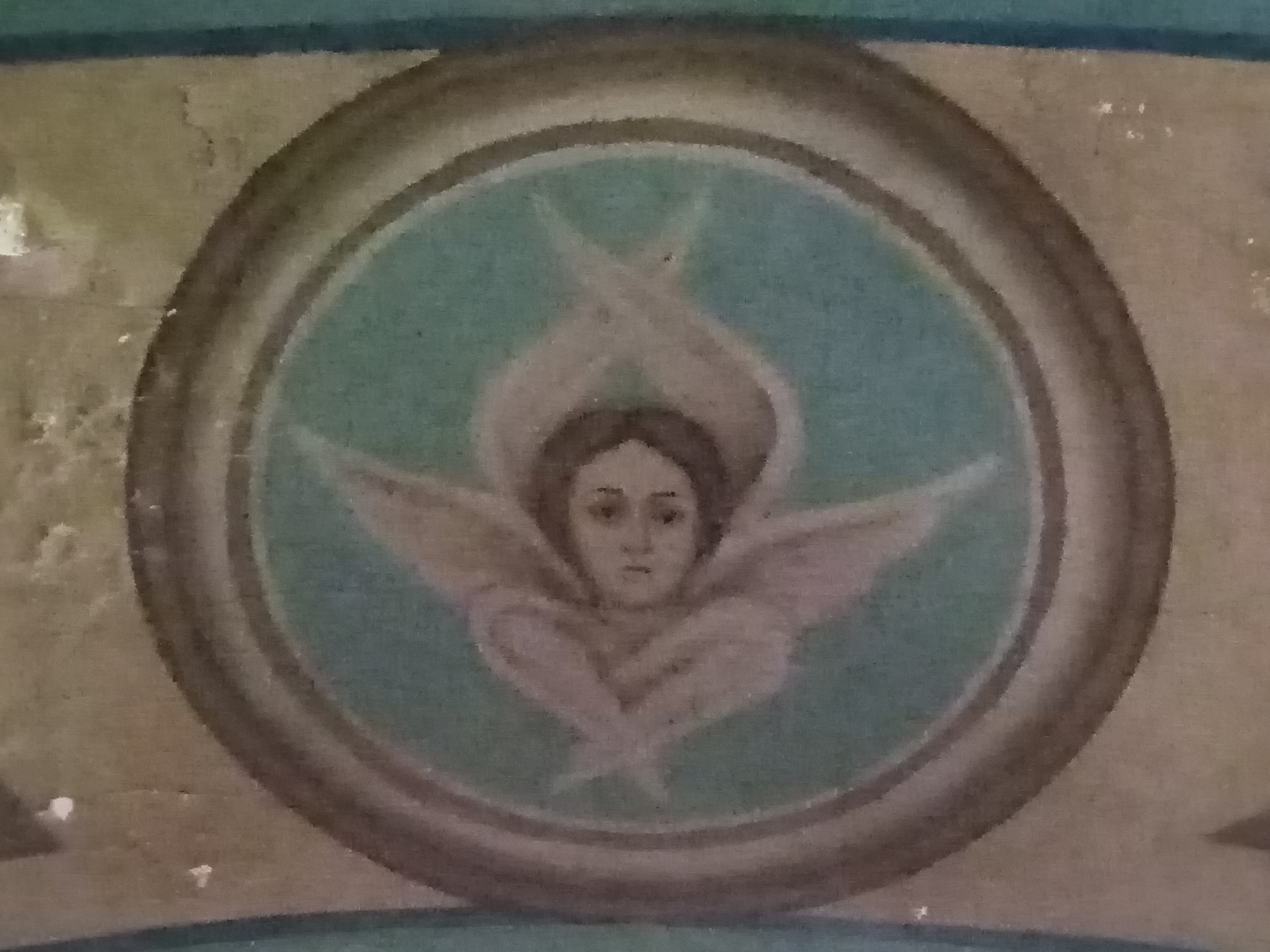
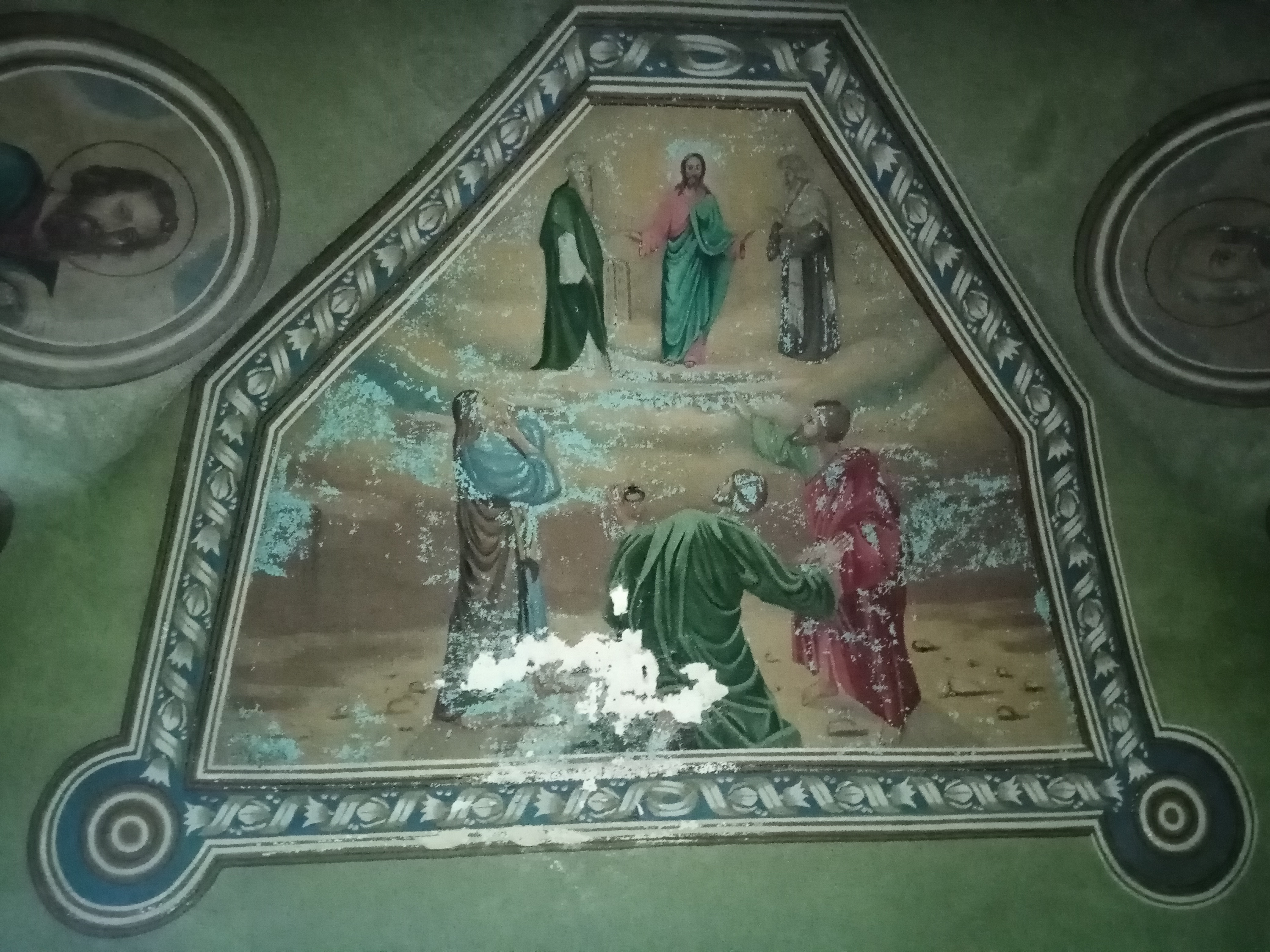
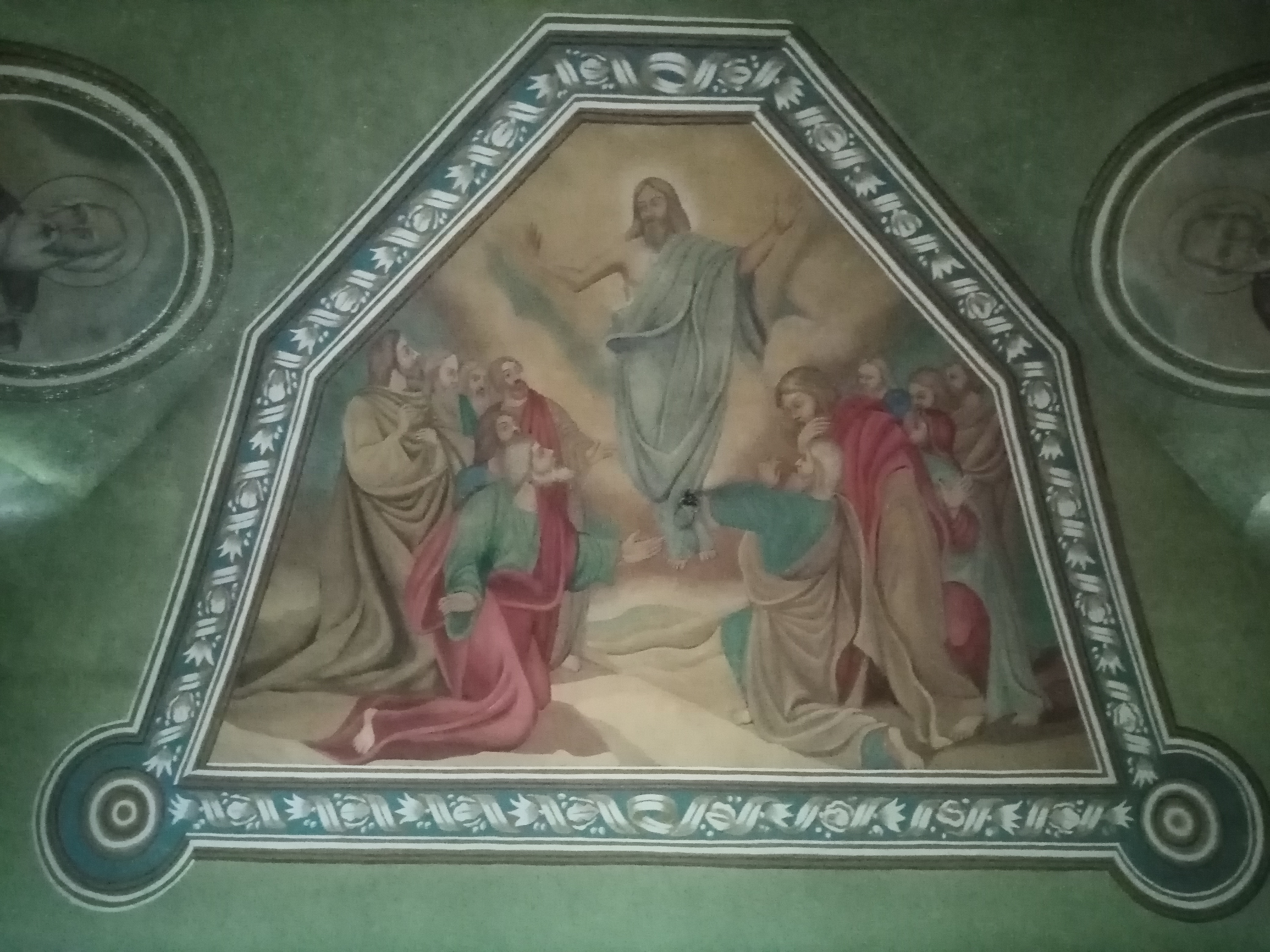